# Lâm Ngọc Huy
Lâm Ngọc Huy (chữ Hán: 林玉輝) là một quan chức chính phủ Brunei và là Tổng thư ký của ASEAN từ năm 2018 đến năm 2022. Trước đó, ông làm Thư ký thường trực tại Bộ Ngoại giao, Quốc gia Brunei Darussalam.